# Peter Klein
Peter Klein (República Federal Alemana, 21 de febrero de 1959) es un atleta alemán retirado especializado en la prueba de 4 x 100 m, en la que ha conseguido ser medallista de bronce europeo en 1982.

## Carrera deportiva
En el Campeonato Europeo de Atletismo de 1982 ganó la medalla de bronce en los relevos 4 x 100 metros, con un tiempo de 38.71 segundos, llegando a meta tras la Unión Soviética y Alemania del Este (plata).